# Chucky und seine Braut
Chucky und seine Braut (Originaltitel: Bride of Chucky) ist eine Horrorfilm-Parodie bzw. eine Horrorkomödie und ein Kultfilm aus dem Jahr 1998. Die Schwarze Komödie ist der vierten Teil innerhalb der achtteiligen Reihe über die Mörderpuppe Chucky (1988–2017).

## Handlung
Tiffany Valentine, die ehemalige Geliebte und Komplizin des Serienmörders Charles Lee Ray, besticht einen Polizisten, damit er ihr die zerstückelten Teile einer Kinderpuppe aus der Asservatenkammer gibt. Anschließend ermordet sie ihn. In dem Glauben, dass Rays Seele immer noch in der Puppe wohnt, näht und klammert Tiffany Chucky wieder zusammen und führt das Voodoo-Ritual durch, das zehn Jahre zuvor Rays Seele in die Puppe gebracht hatte.
Zunächst scheinen Tiffanys Beschwörungen fehlzuschlagen, schließlich erwacht Chucky aber doch zum Leben und tötet als erstes Tiffanys Verehrer Damien, während Tiffany zusieht. Tiffany überreicht Chucky einen Ring, den er in der Nacht seines Todes zurückgelassen hatte und den sie für einen Verlobungsring hielt. Als Chucky erklärt, dass er nie vorhatte, Tiffany zu heiraten, sperrt sie ihn in einen Laufstall und demütigt ihn mit einer Brautpuppe.
Chucky entkommt aus dem Laufgitter und ermordet Tiffany, indem er ihr in der Badewanne einen Stromschlag versetzt. Um Tiffany weiter zu demütigen, überträgt er ihre Seele in die Brautpuppe und erklärt ihr, dass sie ein magisches Amulett brauchen, welches mit Rays menschlichem Körper begraben wurde. Mit Hilfe dieses Amuletts könnten sie ihre beiden Seelen in die Körper von Tiffanys Nachbarn Jesse und seiner Freundin Jade übertragen. Tiffany ruft Jesse an und überredet ihn, die beiden Puppen nach Hackensack in New Jersey zu bringen, wo Rays Körper begraben ist.
Da Jesse sowieso vorhatte, mit Jade durchzubrennen, kommt ihm diese Anfrage sehr entgegen, zumal er auch noch Geld dafür bekommen soll. Jades strenger Onkel, der Polizeichef Warren Kincaid, ahnt das Vorhaben und legt Jesse eine Tüte Marihuana ins Auto, um ihn einer Straftat beschuldigen und zurückhalten zu können. Chucky und Tiffany unterbinden dessen Plan, indem sie Warren aus einem Airbag mehrere Nägel ins Gesicht schießen. Er stirbt dadurch allerdings nicht und sie verstecken seinen bewusstlosen Körper im Kofferraum.
Jesse und Jade beginnen ihre Reise und werden schon bald von Officer Norton angehalten, der das Marihuana in Jesses Wagen findet. Norton kehrt zu seinem Streifenwagen zurück, um den Vorfall zu melden, und so stopft Chucky ein Hemd in den Benzintank des Polizeiwagens und zündet es an. Das Auto explodiert mit Norton darin und Jesse und Jade fliehen vom Tatort. Da beide vermuten, dass einer von ihnen den Vorfall verursacht haben könnte, beginnen sie einander zu misstrauen.
Trotz ihrer Probleme halten Jesse und Jade an einer Kirche und heiraten. Während eines Hotelaufenthalts wird Jesse von einem anderen Paar bestohlen. Tiffany tötet die beiden Diebe, als sie in ihrem Zimmer Sex haben wollen, indem sie sie mit Glasscherben durchbohrt. Chucky macht Tiffany daraufhin einen Heiratsantrag und die beiden haben Sex. Am nächsten Morgen wollen Jesse und Jade fliehen. Ihr Freund Dave sucht sie auf, da beide ihn ihn angerufen hatten, damit er ihnen hilft. Als dieser Warrens Leiche im Kofferraum findet, hält er die beiden jedoch fest. Die Puppen erwachen zum Leben und veranlassen David, auf die Autobahn auszuweichen, wo er überfahren wird. Jesse und Jade fahren mit den Puppen weg und ihnen wird klar, was Chucky und Tiffany vorhaben.
Sie stehlen ein Wohnmobil, um der Polizei zu entkommen. Auf der Fahrt provozieren Jesse und Jade einen Streit zwischen Chucky und Tiffany. In dem Tumult sperrt Jade Tiffany in einen Ofen, Jesse stößt Chucky aus dem Fenster und das Wohnmobil stürzt in einen Graben. Chucky zwingt Jade, ihn zu Rays Grabstätte zu bringen, während Jesse Tiffany in seine Gewalt bringt und den beiden folgt. Jade gehorcht Chuckys Anweisungen und holt das Amulett aus dem Sarg. Als Jesse mit Tiffany eintrifft, wollen sie die Geiseln austauschen, aber Chucky stößt Jesse ein Messer in den Rücken und fesselt das Paar für das Ritual. Als Chucky mit der Beschwörungsformel beginnt, küsst ihn Tiffany und sticht dann aber mit seinem Messer auf ihn ein. Chucky liegt, scheinbar tot, in seinem eigenen Grab, steht aber wieder auf. Nach einem Kampf ersticht er Tiffany, woraufhin sie zusammenbricht. Jesse nutzt das Kampfgeschehen und stößt Chucky mit einer Schaufel zurück in sein Grab.
Der Privatdetektiv Lt. Preston trifft ein und da Chucky wütend im Grab herumläuft, greift sich Jade Prestons Waffe, schießt Chucky mehrmals in die Brust und tötet ihn. Nachdem Preston die Polizei verständigt und die Jugendlichen für unschuldig erklärt werden, schickt Preston das Paar auf den Heimweg. Als er Tiffanys Leiche untersucht, beginnt sie zu schreien und bringt eine Babypuppe zur Welt, von der Preston nun angegriffen wird (siehe Chuckys Baby).

## Hintergrund
- Der Film wurde von der britischen Midwinter Productions Inc. und der US-amerikanischen Universal Pictures produziert.
- In Chucky und seine Braut finden sich zahlreiche Bezüge zu anderen Horrorfilmen. So parodiert das offizielle Filmposter das Filmposter zu Scream 2 und im Laufe des Films werden Anspielungen auf Das Omen, Hellraiser – Das Tor zur Hölle und Nightmare gemacht. Außerdem werden in einer Lagerhalle, wo am Beginn des Filmes Chuckys zerfetzter Körper aufbewahrt wird, Jasons Hockeymaske, Freddy Kruegers Handschuh, die Kettensäge aus Blutgericht in Texas und die Maske von Michael Myers gezeigt.
- Die Dreharbeiten dauerten von April bis Juli 1998.
- Das Budget betrug etwa 25 Millionen US-Dollar und war somit bis dato das höchste von allen Chucky-Filmen. Der Film spielte brutto weltweit etwa 50,6 Millionen US-Dollar ein.[2]

## Kritiken
Das Lexikon des internationalen Films schrieb: „Schwarz-humoriger Horrorfilm um die aus der dreiteiligen ‚Chucky‘-Kinoserie der späten 80er-Jahre bekannte Figur, der in zahlreichen Zitaten und Anspielungen mit den Stereotypen des Genres spielt, letztlich aber allzu spekulativ auf die übliche Abfolge blutiger Schockeffekte setzt.“
prisma-online meinte: „Das hätte eigentlich ein netter Trash-Film werden können, aber trotz einzelner guter Einfälle bleibt der Unterhaltungswert bescheiden. Horror-Fans werden auch das wieder ganz toll finden.“ Der Schriftsteller Stephen King stellte den Film im Vorwort zu seinem Danse Macabre in eine Liste von Filmen, die für ihn funktioniert haben, führte jedoch weiter: „Nee, war nur ein Scherz!“

## Fortsetzungen
- 2004: Chuckys Baby
- 2013: Curse of Chucky (direkt auf DVD veröffentlicht)
- 2017: Cult of Chucky (direkt auf DVD und Blu-ray Disc veröffentlicht)
- seit 2021: Chucky (Fernsehserie)